# Núria Ventura
Núria Ventura Bosch (Barcelona, 1950) es una bibliotecaria y pedagoga catalana vinculada al mundo de las bibliotecas, la promoción de la lectura y la difusión del libro infantil en catalán, y fundadora del grupo de canción infantil catalán Ara Va de Bo. 
Cuando acaba la carrera en l'Escola de Bibliotecàries, se va con una beca a París para realizar unas prácticas en la Biblioteca Infantil de Clamart, conocida como La Petite Bibliothèque Ronde. Al volver, en 1971, comienza a trabajar en la Red de Bibliotecas Municipales de la Diputación de Barcelona. Fue directora de la Biblioteca Popular de Rubí (1971-1974) y de la Biblioteca Infantil Lola Anglada de Barcelona (1975-1985).
Entre 1986 y 1995, es la jefa de la Red de Bibliotecas Populares de la Diputación de Barcelona e inicia su proceso de modernización: establecimiento de estándares según la población, ampliación de las fuentes bibliográficas, introducción de medios audiovisuales, informatización de las fuentes con un programa específico para bibliotecas (VTLS) y normas arquitectónicas para la construcción n de nuevas bibliotecas. El año 1996, ocupa el cargo de jefa de Coordinación y servicios bibliotecarios hasta su jubilación en 2013. En este periodo, se crea una red de nueve bibliobuses para municipios de menos de 3.000 habitantes, se pone en funcionamiento el Sistema de Préstamo Interbibliotecario y se organizan exposiciones itinerantes.
En 1974, promueve la creación, con otras bibliotecas, de la Asociación de Antiguos Alumnos de la Escuela de Bibliotecarias de Barcelona, que en 1975 pasa a ser la Asociación de Bibliotecarias y después la Asociación de Bibliotecarios de Cataluña. Ejerce el cargo de secretaria entre 1974 y 1982  y participa en la preparación de la Ley de Bibliotecas de Cataluña de 1981.
Es miembro del consejo de redacción de la revista Ítem, publicación del Colegio Oficial de Bibliotecarios-Documentalistas de Cataluña, los años 2001-2006 y 2015-2019. También colabora regularmente en diferentes medios de comunicación ( Destino, Hoy, El País ) y revistas especializadas ( Tiza, Perspectiva Escolar, Cuadernos de Pedagogía).
Forma parte de la Lista de Honor de la Literatura Infantil y Juvenil Catalana, publicada por la Institución de las Letras Catalanas (2022). 
Es una de las fundadoras con Xesco Boix, Josep Maria Pujol, Jordi Roura Llauradó y Laura Pérez antiguos miembros del Grupo de Folk del grupo de canción infantil Ara Va de Bo, en 1971, con el que grabó los discos Cavallet de cartró ( 1972), Pere Poma (1973) y El Sapo Azul (1974).   

## Obras
- Los Bibliobuses: la respuesta bibliotecaria en los municipios rurales / Cristina Montserrat. Barcelona: Diputación de Barcelona, 2004.
- Cuentacuentos: una colección de cuentos para poder contar / Teresa Duran. Madrid: Pablo del Río Ed. , 1980. ISBN 8474 3005 68 (otras ediciones en Siglo XXI de España 1986, 1999, 2008).
- Guía práctica para bibliotecas infantiles y escolares . Barcelona: Laia, 1982 (reimp. 1985) 147 p. ISBN 84-7222-194-6 .
- Libros infantiles en catalán 1939-1970. Barcelona, 1970.
- Dieciséis vueltas: Recopilación de cuentos para narrar I Teresa Duran. Barcelona: Escalón, 1979. ISBN 978-84-85729-16-6